# Georg von Detten (Jurist)
Georg Karl Julius Richard von Detten (* 9. Juni 1837 in Werne; † 30. März 1919 in Paderborn) war ein deutscher Richter, Regionalhistoriker sowie preußischer Abgeordneter der Zentrumspartei.

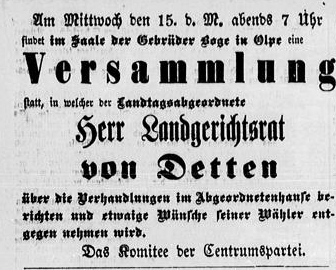
Versammlungsankündigung Abgeordneter v. Detten

Detten besuchte das Gymnasium in Paderborn. Anschließend studierte er in Bonn, Göttingen und Berlin. Nach Abschluss des Studiums trat er in den Justizdienst ein. Er durchlief den Vorbereitungsdienst und wurde 1863 Gerichtsassessor. Danach war er kommissarisch am Kreisgericht in Warburg tätig. Seit 1868 war Detten Kreisrichter in Bünde. Im Jahr 1872 wurde er an das Kreisgericht Hamm und 1879 als Landgerichtsrat an das Landgericht Hagen versetzt. Im Jahr 1888 wechselte Detten zum Landgericht Paderborn.
Er war Mitglied der Zentrumspartei und zunächst von 1882 bis 1888 Mitglied des Preußischen Abgeordnetenhauses für den Wahlkreis Minden 4 (Warburg und Höxter). Von 1894 bis 1908 war er Abgeordneter für den Wahlkreis Arnsberg 2 (Olpe, Meschede).
Detten war Vorstandsmitglied des Westfälischen Provinzialvereins für Wissenschaft und Kunst in Münster und des Vereins für Geschichte und Altertumskunde Westfalen (Abteilung Paderborn).
Detten war der Vater des gleichnamigen SA-Führers Georg von Detten und des Ministerialbeamten Hermann von Detten.

## Schriften
- Die Provinzial-, Kreis-, Städte- und Landgemeinde-Ordnung für Westfalen, 1886/1887.
- Münster in Westfalen, seine Entstehung und das Kulturbild seiner tausendjährigen Entwicklung, 1887.
- Über die Dom- und Klosterschüler des Mittelalters, 1893.
- Die Hansa in Westfalen, 1897.
- Westfälisches Wirtschaftsleben im Mittelalter, 1903.
- Der Wald als Wirtschafts- und Kultur-Element in Altwestfalen, 1908.
- Die Abtei Corvey, eine Cultur- und Bildungsstätte des Mittelalters, 1895.